# إد هير
إد هير (بالإنجليزية: Ed Herr)‏ هو لاعب كرة قاعدة أمريكي، ولد في 4 مارس 1865 في سانت لويس في الولايات المتحدة، وتوفي بنفس المكان في 12 يوليو 1933.

## وصلات خارجية
- إد هير على موقعبيزبول رفرنس.كوم (الدوري الرئيسي) (الإنجليزية)